# 3152 Jones
3152 Jones је астероид главног астероидног појаса. Приближан пречник астероида је 33,18 ,
а средња удаљеност астероида од Сунца износи 2,628 астрономских јединица (АЈ).
Инклинација (нагиб) орбите у односу на раван еклиптике је 11,320 степени, а орбитални период износи 1556,317 дана (4,260 године). Ексцентрицитет орбите астероида износи 0,088.
Апсолутна магнитуда астероида износи 11,30 а геометријски албедо 0,048.
Астероид је откривен 7. јуна 1983. године.